# 兴国路 (上海)
兴国路是中華人民共和國上海市长宁區與徐汇区的界路。它北起华山路，南至淮海中路。长799米，宽15.2米，车行道宽9.米。道路原址是一條河流。中華民国9年（1920年）后河道被填埋並修建北段道路，中華民国21年（1932年）修建南段道路，道路最初名稱為雷上达路（Route Legendre），名稱來自上海法租界公董局秘书。中華民国32年（1943年）改名為興國路，路名來自於江西省兴国縣。道路沿路有興國路住宅、兴国宾馆、興國路324號（趙祖康從1958年至1995年居住於此）。